# Cratere Mee
Mee è un grande cratere lunare di 134,11 km situato nella parte sud-occidentale della faccia visibile della Luna.